# Sericostoma schneiderii
Sericostoma schneiderii là một loài Trichoptera trong họ Sericostomatidae. Chúng phân bố ở miền Cổ bắc.